# Philippe Cam
Philippe Cam ist ein französischer Musiker und DJ, dessen Werke sich weitestgehend dem Ambient und Minimal Techno zuordnen lassen.

## Leben
Philippe Cam arbeitete zunächst als Seemann und später als Hafenarbeiter im Port du Havre. Später wandte er sich der Produktion experimenteller Rockmusik zu, bevor er ein Konzert des Komponisten Bernard Parmegiani besuchte, was sein Interesse an elektronischer Musik weckte. Er zog nach Belgien und besuchte dort die Konservatorien in Mons und Brüssel. Die strengen Lehrpläne kollidierten jedoch mit seiner eher autodidaktischen Herangehensweise. In den frühen 1990er Jahren trat er als DJ im Brüsseler Club Sud in Erscheinung. Daneben komponierte er Musik für Kino, Theater und zeitgenössischen Tanz. Für den Choreografen Pierre Droulers komponierte er die Musik für dessen Stücke De l'Air et du Vent (1996) und Multum In Parvo (1998).
Um das Jahr 1999 wendet er sich verstärkt dem Techno zu. Ab dem Jahr 2000 veröffentlichte Cam auf Riley Reinholds Label Traum Schallplatten mehrere Singles, die vor allem durch ihre treibenden und hypnotischen Melodien auffielen. 2001 wurden diese Singles schließlich als Compilation-Album Balance zusammengefasst und ebenfalls auf Traum Schallplatten veröffentlicht. Nach dem Tod eines Elternteils und der Geburt seines ersten Kindes zog sich Cam zunächst von der Produktionsarbeit zurück. 2006 erschien auf dem kanadischen Label Musique Risquée die Single Somewhere Between Here and There, die auch Remixe von Akufen und Deadbeat enthielt. Danach veröffentlichte er erst 2019 mit dem Album Rotterdam wieder neues Material.
Cam lebt im südfranzösischen Nîmes.

## Diskografie (Auswahl)
Alben
- 2001: Balance (Compilation-Album; Traum Schallplatten)
- 2019: Rotterdam (Traum Schallplatten)

Singles
- 2000: Caddie's Day / Western (Traum Schallplatten)
- 2000: Mixte / Karine (Traum Schallplatten)
- 2000: Köln / LFO Drive (Traum Schallplatten)
- 2002: Canadians! / Gisèle (Traum Schallplatten)
- 2006: Somewhere Between Here and There (Musique Risquée)

## Filmografie
Komponist
- 1993: The Motorcycle Girl (Kurzfilm)
- 2006: Time Is Working Around Rotterdam (Kurzfilm)